# Teufenbachtal
Das Teufenbachtal ist ein vom Landratsamt Schwarzwald-Baar-Kreis am 17. Februar 1989 durch Verordnung ausgewiesenes Landschaftsschutzgebiet auf dem Gebiet der Gemeinde Niedereschach.

## Lage
Das Landschaftsschutzgebiet Teufenbachtal erstreckt sich auf Fischbacher Gemarkung von der Kreisgrenze bei Flözlingen bis zur Kreisgrenze bei Horgen im Tal des Teufenbachs.

## Landschaftscharakter
Die Hänge des Teufenbachtals sind zumeist bewaldet. Viele der Fichten- und Kiefernaufforstungen stocken auf ehemaligen Wacholderheiden. Reste der früheren Magerrasen-Vegetation sind noch vereinzelt zu finden, etwa am Brand. Offene Teilbereiche werden von Wiesen und Äckern eingenommen. Hier gibt es ein bedeutsames Vorkommen der endemischen Spelz-Trespe (Bromus grossus). Etwa im Zentrum des Gebiets befindet sich der künstlich angelegte Teufensee.

## Zusammenhängende Schutzgebiete
Das Landschaftsschutzgebiet überschneidet sich zum Teil mit dem FFH-Gebiet Baar, Eschach und Südostschwarzwald. Im Gebiet liegt auch das flächenhafte Naturdenkmal Teufental.
Auf Horgener Gemarkung schließt unmittelbar das Landschaftsschutzgebiet Teufenbach-Fischbach-Tal an.